# Chiesa di San Giusto (Mentoulles)
La chiesa di San Giusto è un luogo di culto cattolico a Mentoulles.
L'edificio ha una pianta a croce latina a un'unica navata, che si restringe nella zona del presbiterio e termina con l'abside piatto.
La facciata è rivolta a sud verso il fondovalle, l’ingresso è posizionato sul fianco a est ed è protetto da un protiro aperto sui tre lati.
È stata edificata in due momenti: il nucleo iniziale è costituito dalla chiesa seicentesca, edificata quando ancora l’alta Val Chisone apparteneva al Regno di Francia; successivamente fu ampliata fra il 1892 e il 1895 in occasione della ricostruzione susseguente alla valanga del 1888 che aveva danneggiato gravemente l’edificio.
La chiesa seicentesca forma l’attuale transetto con orientamento est-ovest, il cui braccio destro è costituito dall’altar maggiore della chiesa originale francese.
La navata principale e il presbiterio con orientamento sud-nord sono il frutto dell’ampliamento ottocentesco.

## La chiesa di epoca francese
La chiesa fu fatta edificare a proprie spese dal Priore Simond Roude senior negli anni 1673-1674, nel medesimo posto dove sorgeva anticamente.
Fu consacrata il 18 ottobre 1675 da parte del Vicario generale della Prevostura di Oulx, dalla quale all’epoca la parrocchia dipendeva.
Il verbale della Messa di consacrazione della nuova chiesa così la descrive: 
l’edificio misurava 14 tese di lunghezza (circa 28 m) e 4 di larghezza (circa 8 m), con un altare maggiore al fondo del presbiterio sul lato di levante e due cappelle ai due lati ugualmente provviste di altare.
I muri erano bien vouté et proprement crepi et blanchi, avec une corniche a la naissance d dite nef et les converts d’ardoise.
La chiesa fu intitolata a San Giusto Martire, già patrono dell’antica chiesa demolita dai riformati.
Il 18 ottobre 1685 Luigi XIV di Francia emise l'Editto di Fontainebleau con il quale revocò l'Editto di Nantes di Enrico IV, che aveva confermato ai protestanti la libertà di culto e aveva concesso loro diritti politici, militari e territoriali.
Successivamente per favorire la ricattolicizzazione della popolazione della Val Chisone, il re Luigi XVI nel 1686 dava avvio ad un programma di rinnovamento dei luoghi di culto, finanziando la ricostruzione di 9 chiese della valle e alcune case curiali e anche la riparazione della chiesa di Mentoulles.
Tra il 1687 e il 1688, fu costruito il campanile ad opera del luganese Domenico Staffieri, con il sostegno dell’intendenza di Grenoble.

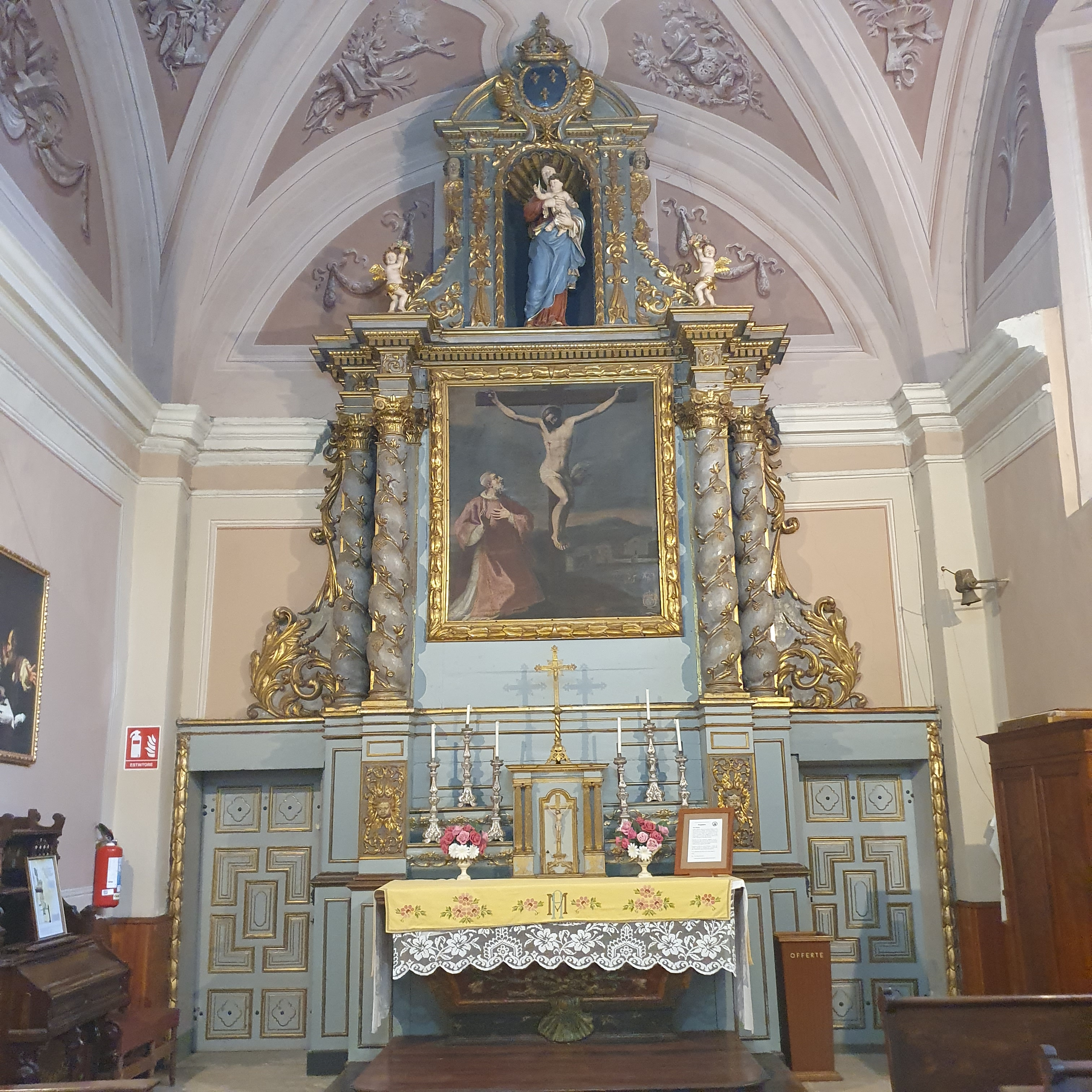
L'altare maggiore della chiesa seicentesca sormontato dallo stemma del re di Francia

Nel 1689 si intraprendeva l’appalto per i corredi delle nuove chiese, ma il programma di rinnovamento fu interrotto per l’entrata in guerra del Ducato di Savoia contro il Regno di Francia nella guerra della Lega di Augusta nel 1690 e la Val Pragelato diventa per parecchi anni zona di guerra anche se non di prima linea: da un lato una vera e propria occupazione da parte delle truppe francesi e dall'altra un'infinita serie di azioni militari, di scorrerie, di colpi di mano da parte delle truppe sabaude e alleate, in particolare valdesi. Le chiese e le case canoniche appena costruite furono adattate a fortilizi e presidi militari per le truppe francesi, con effetti disastrosi per le strutture e per i corredi.
Nel luglio 1693 Vittorio Amedeo II e i suoi alleati conducono un attacco lungo la Val Pragelato, ma vengono bloccati all'altezza di Fenestrelle, e ritirandosi fanno terra bruciata, incendiando e demolendo i villaggi attraversati, da Chambons e Mentoulles a Meano. 
Alcune delle chiese furono bruciate e demolite insieme con i villaggi circostanti.
Una volta terminata la guerra, il re di Francia dispose il ripristino degli edifici e le forniture degli arredi delle chiese. Il Capitano Desbordes, ingegnere in capo delle fortificazioni di Fenestrelle, fu incaricato di redigere i preventivi particolareggiati dei lavori e forniture occorrenti, il priore di Mentoulles Simon Roude fornì le relazioni per la fornitura degli ornamenti.
Nel 1699 l’intendente del Delfinato Bochu provvide a Grenoble all’aggiudicazione degli appalti: le opere edilizie e della fornitura degli arredi furono aggiudicati all’imprenditore Barthelemy di Oulx,
l’appalto per le suppellettili (paramenti, tovaglie d’altare, candelieri, croci, lampadari, ecc.) fu aggiudicato al mercante Blaise Mallet di Grenoble, i tabernacoli furono assegnati allo scultore Bertet di Grenoble e le argenterie al mercante Denis Simonet di Grenoble.
Infine i quadri furono commissionati dal priore di Mentoulles alla bottega torinese dei Dufour.

## L’ampliamento dopo il danneggiamento per le valanghe
Negli inverni del 1885 e del 1888 la nostra penisola fu interessata da precipitazioni nevose eccezionali e sull'intero arco alpino si verificarono una serie di valanghe disastrose che colpirono anche molti centri abitati che mai in precedenza erano stati coinvolti.
Il 18 gennaio 1885 una prima valanga si staccò dalla regione Mufletta alle pendici del monte Orsiera che colpì Villecloze causando la morte di 3 bambini, e danneggiò anche il tetto della Cappella della borgata. La massa di neve raggiunse la chiesa di Mentoulles danneggiando solo un piccolo vestibolo antistante l’ingresso di ponente e le dipendenze della casa parrocchiale.
Una seconda valanga più disastrosa si abbatté su Mentoulles a tarda sera del 27 febbraio 1888, travolgendo prima l’abitato e la cappella di Ville Cloze e causando 8 morti.
La massa di neve s'infranse poi sulla chiesa lesionando gravemente il muro laterale a nord e due arcate della vòlta della navata, tanto che il 4 marzo 1888 il Comune ne interdiceva l’accesso al culto pubblico.

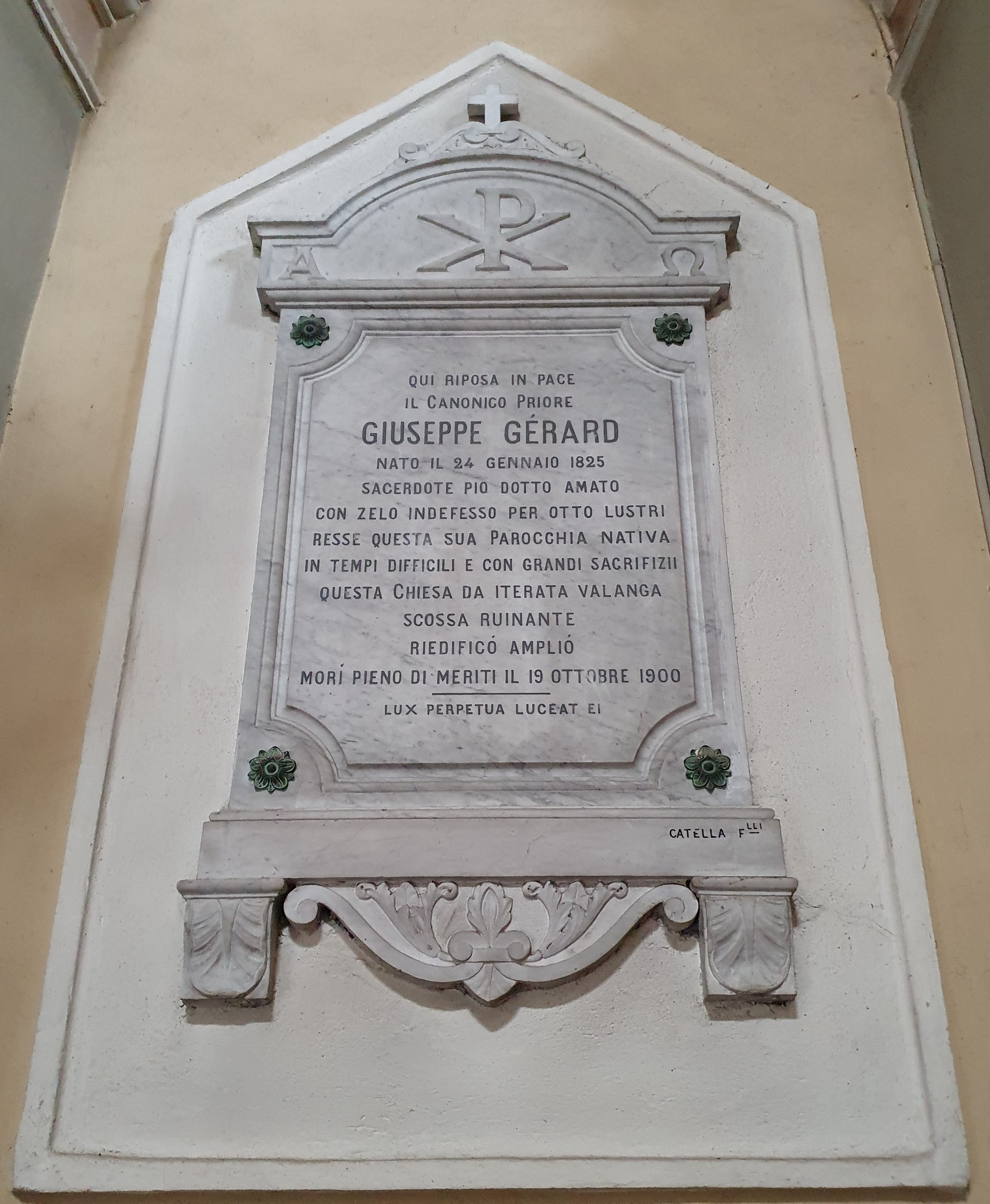
Lapide commemorativa di Don Giuseppe Gerard, ora posta nella Chiesa di Mentoulles

La volta pericolante della navata venne demolita il 7 luglio 1889, lasciando solamente il tetto in lose, mentre furono conservate le volte delle cappelle laterali e del presbiterio ad est; ciò consentì la riapertura della chiesa al culto.
In quello stesso anno il Priore Don Giuseppe Gerard incaricò l’ing. Stefano Cambiano di Pinerolo per il progetto di ricostruzione e propose di ampliarla, cambiandone radicalmente la disposizione.
Poiché i muri della navata erano da demolire in quanto lesionati, propose di costruire la nuova navata in direzione nord-sud, demolendo anche le due cappelle laterali, e di mantenere unicamente l’abside orientale che non aveva subito danni facendolo diventare il braccio destro del nuovo transetto.
Nel settembre 1890 l’ing Cambiano consegnò il progetto, il cui costo stimato era di 60.000 lire.
Tale somma era esorbitante le possibilità economiche, per cui il progetto fu poi rivisto e ridotte le spese fino all’ammontare di 30.000 lire, prevedendo di ricavare parte dei materiali localmente.
Il Comune ad esempio, oltre ad un contributo in denaro, contribuì con la fornitura delle piante di larice necessarie per la ricostruzione stessa della Chiesa, comprese quelle occorrenti per le intelaiature di porte e finestre.
Dal 1891 si procedette alla raccolta dei fondi necessari.

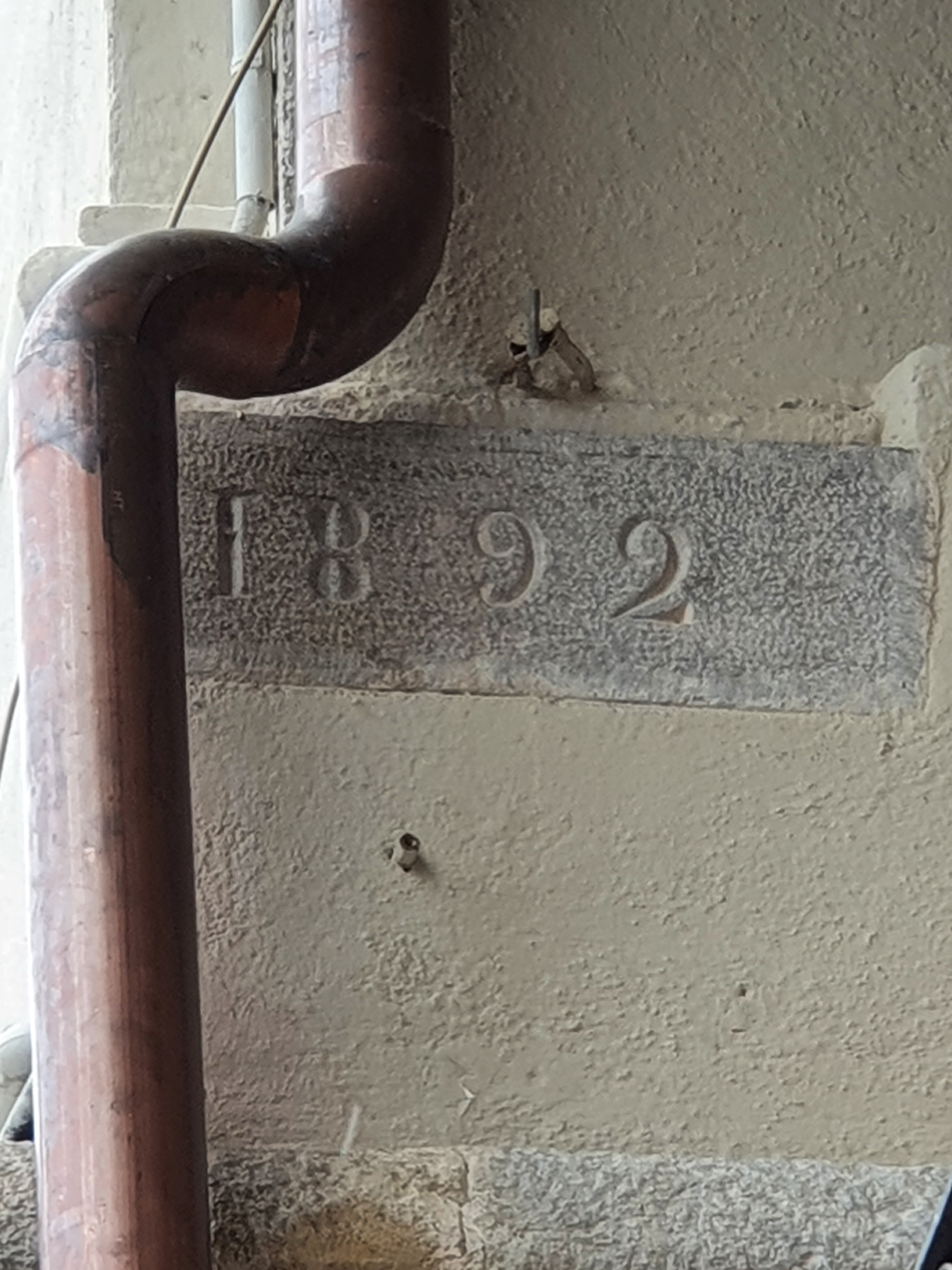
Pietra angolare all'angolo sud-est della nuova chiesa

I lavori furono appaltati 8 agosto 1892 e iniziarono il successivo 22 agosto, a seguire il 14 settembre si tenne la Benedizione solenne della Pietra angolare celebrata dal vescovo di Pinerolo D. Gioanni Maria Sardi alla presenza del Sindaco del Comune di Mentoulles.
Tre anni dopo, il 13 ottobre 1895 la nuova chiesa fu consacrata dal vescovo Sardi.